# Ta'al
Ta'al (hebrejsky תע״ל‎, zkratka pro: תנועה ערבית להתחדשות‎, Tenu'a aravit le-hitchadšut, doslova: „Arabské hnutí za obnovu“, arabsky الحركة العربية للتغيير‎‎) je malá izraelská arabská politická strana vedená Ahmadem at-Tíbím.
Byla založena Tíbím poté, co opustil stranu Balad, během funkčního období 15. Knesetu. Ve volbách v roce 2003 strana kandidovala společně se stranou Chadaš. Ve volbách v roce 2006 strana kandidovala společně se stranou Jednotná arabská kandidátka, pod názvem Ra'am-Ta'al (Ra'am je hebrejský akronym pro Jednotnou arabskou kandidátku). V 17. Knesetu měla pouhé jedno křeslo.